# Minoru Takayama
Minoru Takayama (Japans: 高山稔, Takayama Minoru) (Mie, 1907 – Tokio, 1964) was een Japans componist, dirigent en cornettist.

## Levensloop
Takayama begon zijn muzikale carrière als cornettist in 1923 in de militaire kapel van het Yokosuka Naval Depot. Later studeerde hij viool en muziektheorie aan de Tokyo National University of Fine Arts and Music in Tokio en sloot met het diploma als dirigent af. Spoedig maakte hij ook carrière in de Navy band of Tokyo en hij werd bevorderd tot onder-luitenant en kapelmeester. Hij was lange jaren dirigent en officier van de keizerlijke Navy band.  
Na de Tweede Wereldoorlog heeft hij de ontwikkeling van de Japanse militaire kapellen beïnvloed. Van de oprichting in 1951 tot 1962 was hij chef-dirigent van de Japanese Coast Guard band, die in 1954 in Japanese Maritime Self-Defense Force Band of Tokyo (Nihon Kaijyo Jieitai Band) om benoemd werd. Hij werkte zelf hard en kreeg de militaire elite-kapel op een muzikaal topniveau. Tijdens zijn dirigentschap deed de militaire kapel concertreizen naar de Verenigde Staten, Hawaï en verschillende landen in Azië. In 1961 ging hij in de rang van een captain met pensioen. 
De bekendste compositie is het Akebono - Japanese Naval Craft voor trompet en harmonieorkest uit 1964. 

## Publicaties
- Paul E. Bierley, William H. Rehrig: The heritage encyclopedia of band music - composers and their music, Westerville, Ohio: Integrity Press, 1991. ISBN 0-918048-08-7
- Norman E. Smith: March music notes, Lake Charles, La.: Program Note Press, 1986., ISBN 978-0-9617346-1-9